# Momofuku Andō
Pour les articles homonymes, voir Momofuku et Andō.
Compléments
Connu pour l'invention des nouilles instantanées.
Momofuku Andō (安藤百福, Andō Momofuku), né Gô Peh-hok (chinois : 吳百福 ; pinyin : wú bǎifú ; pe̍h-ōe-jī : Gô Peh-Hok), le 5 mars 1910 à Taïwan (alors colonie du Japon), et mort le 5 janvier 2007) est le fondateur et le directeur de Nissin Foods, et l'inventeur de la version moderne des nouilles instantanées (« Chikin Rāmen »). La popularité de son invention est telle qu'on le surnomme « Mr. Noodle » (« M. Nouilles »).

## Biographie
Né à Puzi, dans le comté de Chiayi, dans l'ancienne province chinoise de Taïwan, cette île est à la suite du traité inégal de Shimonoseki, cédé en 1895 par la dynastie Qing (1644 — 1912) à l'empire du Japon. C'est donc sous la colonisation japonaise que Gô Peh-hok vient au monde. Né de parents chinois très riches, il a deux grands frères et une petite sœur, mais perd ses parents très jeune. Orphelin, il grandit dans la ville de Tainan, élevé par ses grands-parents, qui continuent leur affaire de textile. Il est élevé de façon très stricte, et aide ses grands-parents dans le commerce de textiles. À 14 ans, il est diplômé du niveau supérieur des études primaires. Il aide alors son grand-père et apprend les formes et impressions textiles. À 20 ans, en raison de l’assistance qu'il donnait à l'école, il est recommandé pour y devenir bibliothécaire. Il profite de l'occasion pour lire de nombreux livres pendant 2 ans.
À l'âge de 22 ans, Ando s'inspire du métier de ses grands-parents et fonde une entreprise de fibre textile à partir d'un capital de 190 000 yens taïwanais (chinois : 東洋莫大小 ; pinyin : Dōngyáng mòdàxiǎo). C'est une entreprise de maille tricotée, au marché Yongle (永樂市場, yǒnglè shìchǎng, japonais : Eiraku shichô (永楽市場)), aujourd'hui Marché des tissus de Yongle 永樂布业市場 à Taipei.

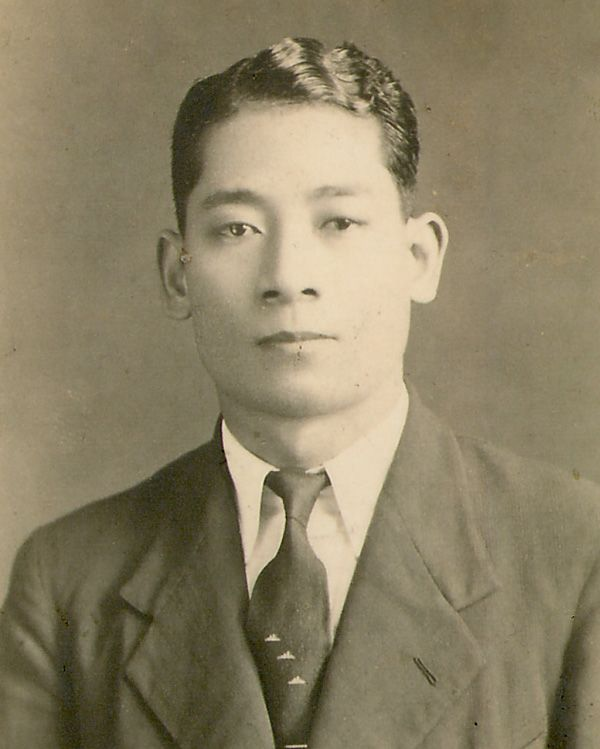
Momofuku Andō en 1930.

En 1933, il fait plusieurs voyages d'affaires au Japon, à Osaka. Après la Seconde Guerre mondiale, il devient citoyen japonais et y déménage. Il s'inscrit à l'Université Ritsumeikan et fonde en même temps une petite entreprise à Osaka avec l'argent de son héritage.　En 1946, il retourne dans la préfecture d'Osaka, plus précisément Izumiōtsu, où il opère un commerce de salage et de traite du poisson.
En 1948, il est condamné pour fraude fiscale et passe deux années en prison. Ando dit avoir fourni des bourses scolaires à d'autres étudiants de son université, ce qui est à l'époque considéré comme de la fraude fiscale. À la suite d'une série de faillites, il perd son entreprise, mais en fonde une nouvelle qui deviendra l'entreprise Nissin Foods, basée à Ikeda (Osaka). À ses débuts, cette entreprise n'est qu'une petite compagnie familiale produisant du sel.
Au sortir de la guerre, le Japon souffre d'un manque de vivres. Le Ministère de la santé essaie d'encourager la population à manger du pain, fait de farine de blé fournie par les États-Unis. Ando se demande pourquoi l'état recommande la consommation de pain, alors que les Japonais sont beaucoup plus habitués aux nouilles. Le Ministère lui répond que les entreprises fabriquant des nouilles sont trop petites et instables pour satisfaire les besoins de la population. Ando décide donc de développer la production des nouilles lui-même. L'expérience le convainc que « La paix viendra au monde quand les gens auront assez à manger. »
Le 25 août 1958, après des mois d'expérimentation, Ando annonce qu'il a finalement perfectionné sa méthode de cuisson rapide, inventant les « nouilles instantanées ». Il baptise son invention « Chikin Râmen » (チキンラーメン), d'après le nom générique (Râmen, provenant du chinois la mian) des plats japonais originaires de Lanzhou, au Nord-Ouest de la Chine à base de nouilles ; et « chikin » provenant d'une déformation du Chicken, nom anglophone du « poulet » (la première saveur du produit). Son invention est au départ une nourriture de luxe, puisqu'elle coûte 35 ¥, soit environ six fois le prix des nouilles traditionnelles d'udon et de soba.
Ando commence à vendre des « Cup Noodles » (« nouilles en tasse ») le 18 septembre 1971. Grâce à la baisse des prix, le commerce devient prospère. Environ 70 milliards de portions ont été vendues en 2004. En 2007 on vend encore des chikin râmen au Japon au prix de 60 ¥, soit environ un tiers du prix du bol de nouilles le moins cher des restaurants. Il dit avoir trouvé l'inspiration pour l'ajout des tasses en plastique en voyant que les étrangers cassaient ses nouilles en deux, les mettant dans un verre pour les mélanger à l'eau chaude.

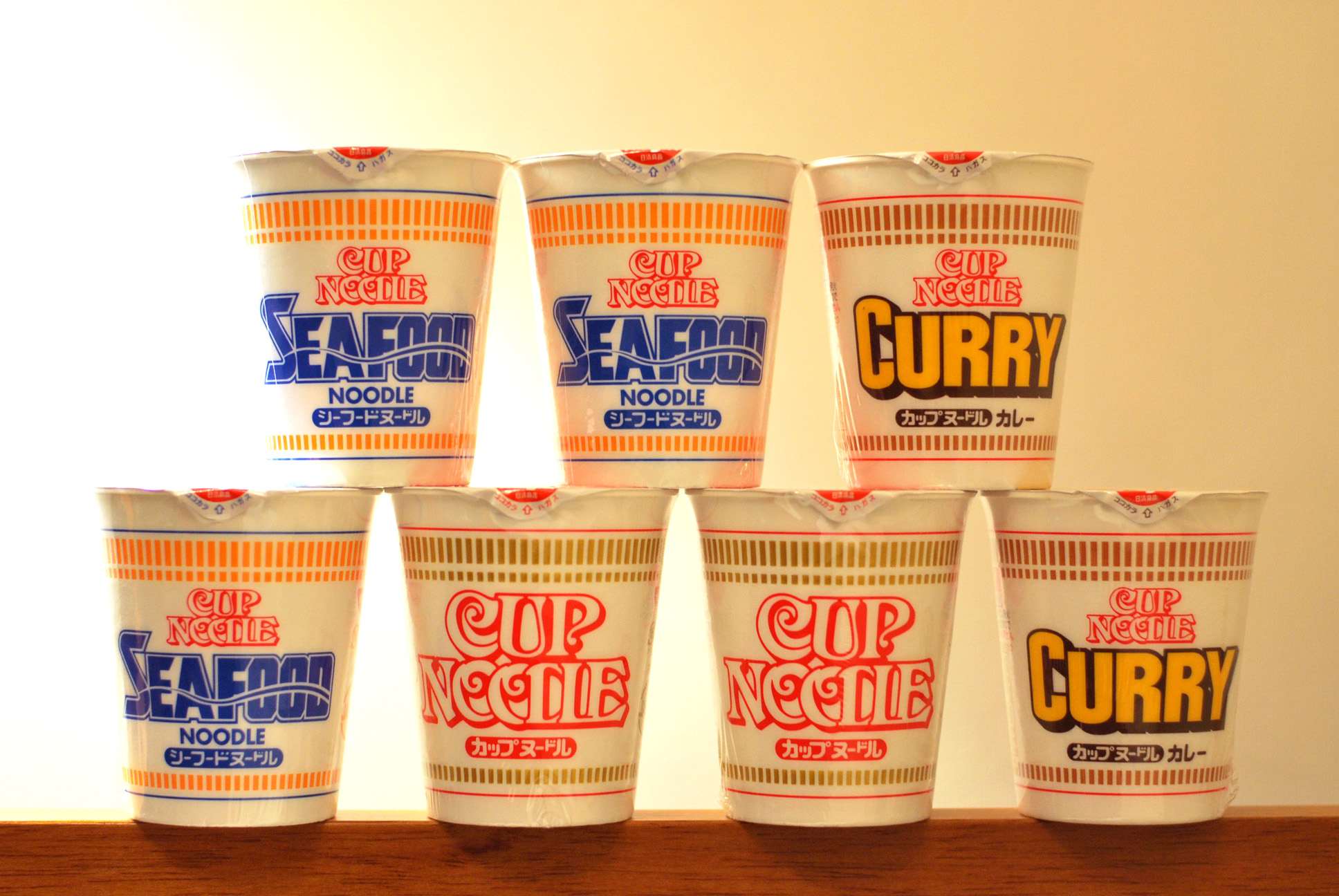
Nissin Cup Noodles (1971 ~)

En 1964, essayant de promouvoir l'industrie des nouilles instantanées, il fonde l'Instant Food Industry Association, qui explicite les grandes directives de la compétition entre entreprises et introduisent plusieurs standards de l'industrie, dont l'ajout de la date de production sur l'emballage. Momofuku Ando devient également président du International Ramen Manufacturers' Association. Le Musée Momofuku Ando des nouilles instantanées porte son nom au Japon.
Ando reçoit plusieurs décorations prestigieuses de la part du gouvernement japonais et de l'empereur, dont l'Ordre du Soleil levant, 2e classe, en 2002. C'est la seconde décoration la plus prestigieuse qui puisse être décernée à un civil japonais.
Il meurt le 6 janvier 2007 d'un arrêt cardiaque près d'Osaka à l'âge de 96 ans. Il avait une femme, Masako, deux fils et une fille. Il disait que sa longévité était due au golf et à la consommation journalière de ses fameuses chikin râmen.